# Вардар (1911 – 1912)
Вижте пояснителната страница за други значения на Вардар.
„Вардар“ е български вестник, редактиран и издаван от Данаил Крапчев и излизал от 1911 до 1912 година като неофициален орган на възстановената Вътрешната македоно-одринска революционна организация. Част от тиража излиза със заглавия „Огражден“, „Пелистер“, „Места“, „Струма“, „Марица“, „Пчиня“, „Брегалница“, „Църна“, за да може вестникът по-лесно да избягва цензурата и да се разпространява в Македония. Печата се в печатницата на Петър Глушков, както и в печатниците Г. М. Чомонев, Искра и Ден. Под името „Пелистер“ излиза брой 30 от първата годишнина, като седмичник в София.
Първият брой на вестника излиза на 1 октомври 1911 година. Сред сътрудниците му са Григор Василев, Никола Милев, Иван Георгов, Христо Матов, Атанас Яранов, Петко Пенчев, Христо Силянов и Любомир Милетич. Вестникът е критично настроен към младотурския режим, както и към външната политика на правителството на Народната и Прогерсивнолибералната партия. Бори се за автономия на Македония и за връщане на ВМОРО към старите ѝ принципи. Вестникът се занимава с проблемите на Вътрешната организация и в по-малка степен на емиграцията и македоно-одринското движение в България. Постепенно на страниците му все повече изпъква идеята, че решението на Македонския въпрос е форсиране на събитията с военна намеса от страна на България. Във вестника е публикувана студията на Христо Матов „Пропуснати случаи“, която също носи това послание.